# Hawkinsville
Hawkinsville es un pueblo ubicado en el condado de Pulaski en el estado estadounidense de Georgia. En el censo de 2000, su población era de 3.280.

## Demografía
En el 2000 la renta per cápita promedia del hogar era de $28,977, y el ingreso promedio para una familia era de $32,926. El ingreso per cápita para la localidad era de $16,670. Los hombres tenían un ingreso per cápita de $28,750 contra $19,628 para las mujeres. Cerca de 19.7% de las familias y el 20,6% de la población estaban debajo de la línea de pobreza, incluyendo 18.8% de los menores de 18 años y el 27,2% de las personas mayores de 65 años.

## Geografía
Hawkinsville se encuentra ubicado en las coordenadas 32°17′1″N 83°28′36″O / 32.28361, -83.47667 (32.283688, -83.476736).
Según la Oficina del Censo, la localidad tiene un área total de 11,6 km² (4,5 mi²), de la cual 11,4 km² (4,4 mi²) es tierra y 0,1 km² (0 mi²) (1.00%) es agua.